# Heartland (canción de U2)
Heartland es una canción de la banda de rock U2 . Es la decimotercera canción en su álbum de 1988 Rattle and Hum, y fue incluida en la película del mismo nombre . La banda comenzó a escribir Heartland en 1984 durante las sesiones de The Unforgettable Fire, y se trabajó nuevamente durante las sesiones de The Joshua Tree .
Es la única pista del álbum no ejecutada en concierto en el Lovetown Tour, que comenzó casi un año después de la publicación de Rattle and Hum.

## Inspiración, escritura y grabación.
""Heartland" se originó de un viaje que el bajista Adam Clayton y el cantante Bono hicieron. Bono afirmó que la canción está llena de pequeños fragmentos de diarios de viaje de su diario.

## Personal

### U2
- Bono - voz principal
- The Edge - guitarra, teclados, coros
- Adam Clayton - bajo
- Larry Mullen Jr. - batería, percusión

### Músicos adicionales
- Brian Eno - teclados